# Chris Newton
Christopher Malcolm (Chris) Newton (nascido em 29 de setembro de 1973) é um ex-ciclista britânico. Ganhador de três medalhas dos Jogos Olímpicos.